# Christian Friedrich Werner
Christian Friedrich Werner (* 26. Dezember 1759 in Schorndorf; † 6. Septemberjul. / 18. September 1823greg. in Sarata) war ein deutscher Kaufmann. Als Anhänger des katholischen Priesters Ignaz Lindl organisierte er eine Auswanderung deutscher Pietisten 1820 und 1821 nach Bessarabien, der er 1823 folgte. Werner verstarb wenige Monate nach seiner Ankunft und vermachte sein Vermögen der von Lindl gegründeten bessarabiendeutschen Siedlung Sarata. Aus dem Erbe entstand die nach ihm benannte Evangelisch-deutsche Lehrerbildungsanstalt Werner, auch Wernerschule genannt. Als höhere Schule war sie die einzige deutsche Lehrerbildungsanstalt in Bessarabien und galt als Eckpfeiler des Deutschtums in Südrussland.

## Leben
Werner wuchs in Ludwigsburg auf, wohin seine Eltern, der Arzt und Entbindungspfleger Georg Philipp Werner und Christina Barbara Werner geb. Weiß, 1761 gezogen waren. Als 1763 sein Vater verstarb, kümmerte sich sein älterer Bruder Johann Philipp um ihn. Wie sein Bruder wählte auch Christian Friedrich den Beruf des Kaufmanns. 1779 ging er nach Giengen an der Brenz, wo er ein Textilgeschäft betrieb. Später kam als Teilhaber Gottlieb Veygel hinzu. Nach seiner Heirat mit der wohlhabenden Kaufmannstochter Friederike Veil aus Schorndorf hatte er drei Kinder. Ab 1791 hielt er in seinem Haus pietistische Bibelstunden ab. In den Jahren 1803 bis 1807 erlitt Werner schwere Schicksalsschläge durch den Tod von mehreren nahestehenden Personen, darunter seine Ehefrau, zwei seiner Töchter, seine Mutter und ein guter Freund.

## Auswanderung
1819 kam der katholische Priester und Vertreter der Erweckungsbewegung Ignaz Lindl nach Gundremmingen. Seine Gottesdienste führten zu regelrechten Pilgerfahrten aus der Umgebung. Werner war als Gottesdienstteilnehmer vom Charisma Lindls angetan. Als Lindl seine Pfarrstelle verlor und mit seinen Anhängern Auswanderungspläne nach Russland hegte, unterstützte ihn Werner als wohlhabender Kaufmann. Er organisierte die geplante Auswanderung von seinem Wohnort in Württemberg aus. Lindl mobilisierte vor allem Anhänger im benachbarten Bayern, wo eine Auswanderung unter Strafe stand. Deshalb kam es zu erfolglosen bayerischen Ersuchen an die württembergische Regierung, die Auswanderung zu unterbinden.
1820 und 1821 starteten deutsche Auswanderungszüge aus Württemberg und Bayern mit rund 200 Personen in Planwagen nach Südrussland. In Odessa angekommen, bekamen die Auswanderer 1822 von der russischen Regierung ein Landstück in Bessarabien zugewiesen. Dort gründeten sie die Siedlung Sarata. Christian Friedrich Werner und sein Geschäftsteilhaber Gottlieb Veygel folgten den Auswanderern durch Abreise am 2. Mai 1823 in Deutschland. Werner hatte sein gesamtes Vermögen mitgenommen und verteilte großzügig Geldbeträge an bedürftige Siedler. Wenige Monate nach seiner Ankunft in Sarata verstarb Werner am 23. September 1823 im Alter von 63 Jahren.

## Vermächtnis
Werner vermachte sein Vermögen in Höhe von 25.000 Rubel in Silber testamentarisch der Gemeinde Sarata. Im Sinne des Willens des Erblassers wurden vom Geld 1843 eine Kirche errichtet und 1844 eine Schule gegründet. Zwar strebte Werner eine Missionsschule an, dafür gab es keine behördliche Erlaubnis, da Mission im orthodox-gläubigen Russland untersagt war.
In der kostenfreien Schuleinrichtung wurden zunächst männliche Waisenkinder zu Lehrern und Schreibern für die bessarabiendeutschen Siedlungen ausgebildet. Sie wurde nach ihrem Stifter als Evangelisch-deutsche Lehrerbildungsanstalt Werner, im Volksmund Wernerschule, benannt. Daraus entwickelte sich die einzige deutsche Lehrerbildungsanstalt in Bessarabien, die das Deutschtum in Südrussland erhielt. Die Gemeinde Sarata verdankt der Schule ihre führende Stellung unter den bessarabiendeutschen Gemeinden.